# Tripoint Allemagne-France-Luxembourg
Le tripoint Allemagne-France-Luxembourg est la zone où se retrouvent les frontières entre l'Allemagne et la France, entre l'Allemagne et le Luxembourg et entre la France et le Luxembourg à la jonction des territoires communaux de Perl, Apach et Schengen. 

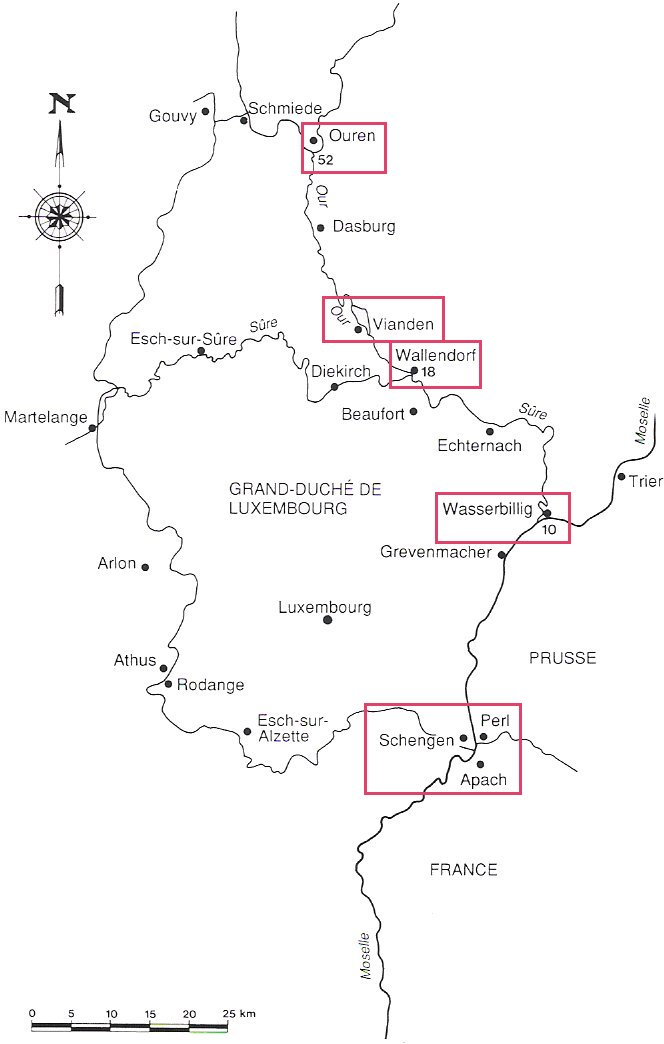
Carte de la frontière du Luxembourg avec le tripoint au sud.

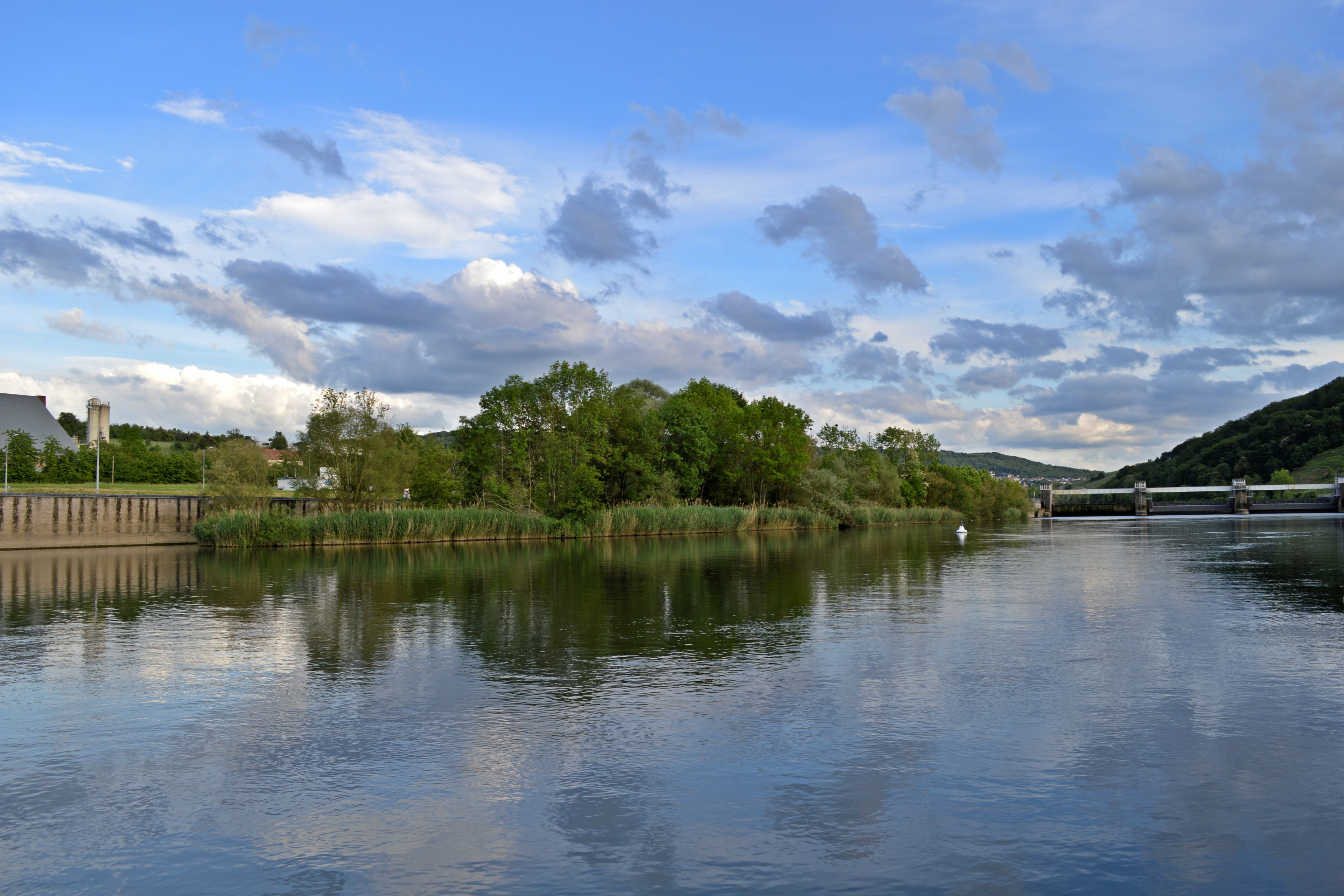
La Moselle avec la balise blanche (un peu à droite).

Le site a ceci de particulier qu'il ne s'agit pas d'un simple tripoint mais de deux tripoints entourant une triligne,  la frontière germano-luxembourgeoise sur la Moselle et ses affluents étant un condominium. La rivière est donc une propriété bi-nationale et indivise entre l'Allemagne et le Luxembourg. À l'ouest, au milieu de la Moselle se trouve donc le tripoint entre le condominium, la France et le Luxembourg. À l'est, au niveau de la limite entre la terre ferme et le bord du canal de l'écluse, se trouve le deuxième tripoint entre l'Allemagne, le condominium et la France. Entre ces deux points se trouve la triligne où les trois pays sont en contact.  
Une balise blanche au milieu de la Moselle matérialise le tripoint entre le condominium, la France et le Luxembourg.
En France, la zone environnante correspond au « Pays des trois frontières » mosellan (en platt dreilännereck), territoire très endogamique où les recherches généalogiques doivent être à caractère transfrontalier.